# Leonardo Meindl
Leonardo Simões Meindl (San Paolo, 20 marzo 1993) è un cestista brasiliano con cittadinanza italiana.
È il figlio di Paulão.

## Carriera
Con il Brasile ha disputato due edizioni Campionati americani (2015, 2017).

## Palmarès

### Club
- Campionato brasiliano: 1

Bauru: 2016-17
- Coppa di Romania: 1

U Cluj: 2023
- Supercoppa di Romania: 1

U Cluj: 2022

### Individuale
- MVP della finale di Coppa di Romania: 1

2023